# سفالوگلیسین
سفالوگلیسین(به انگلیسی: Cefaloglycin یا cephaloglycin) (INN) یک آنتی بیوتیک سفالوسپورینی نسل اول است. 